# Calpulalpan, Jilotepec
Calpulalpan, även Primera Manzana Centro, är en ort i Mexiko, tillhörande kommunen Jilotepec i den västra delen av delstaten Mexiko. Orten hade 1 190 invånare vid folkräkningen 2010.